# Comuna Kapustînți, Iahotîn
Kapustînți (în ucraineană Капустинці) este o comună în raionul Iahotîn, regiunea Kiev, Ucraina, formată din satele Dobranîcivka, Kapustînți (reședința) și Plujnîkî.

## Demografie
Componența lingvistică a comunei Kapustînți
     Ucraineană (97,78%)
     Alte limbi (1,07%)
Conform recensământului din 2001, majoritatea populației comunei Kapustînți era vorbitoare de ucraineană (97,78%), existând în minoritate și vorbitori de alte limbi.